# Stella Falls
Die Stella Falls sind ein mehrstufiger Wasserfall im Fiordland-Nationalpark auf der Südinsel Neuseelands. Er liegt im Lauf des Stella Burn, der wenige hundert Meter hinter dem Wasserfall in den Lyvia River kurz vor dessen Mündung in den Doubtful Sound/Patea mündet. Seine Fallhöhe beträgt rund 100 Meter. Nordwestlich von ihm befinden sich in einem anderen Bachlauf die Helena Falls.
Der Wasserfall ist im Rahmen einer organisierten Tour zum Doubtful Sound von der Wilmot Pass Road aus zu sehen.